# خوسيه سوليس رويز
خوسيه سوليس رويز (بالإسبانية: José Solís)‏ هو عسكري وسياسي إسباني، ولد في 27 سبتمبر 1913 في قبرة في إسبانيا، وتوفي في 30 مايو 1990 في مدريد في إسبانيا. حزبياً، نشط في الكتائب الإسبانية التقليدية والجمعيات الدفاعية النقابية الوطنية.

## مناصب
- انتخب وزير.
- انتخب civil governor of Gipuzkoa ‏.
- انتخب .
- انتخب عضو المحاكم الفرانكوية  [لغات أخرى]‏.
- انتخب civil governor  [لغات أخرى]‏.

## روابط خارجية
- خوسيه سوليس رويز على موقع مونزينجر (الألمانية)